# Lis Nilheim
Karen Liz Nilheim, kurz Lis Nilheim  (* 5. Juni 1944 in Stockholm; † 25. Februar 2025 ebenda) war eine schwedische Schauspielerin.

## Leben
Nilheim spielte in mehr als 60 schwedischen Fernsehproduktionen mit, erstmals 1964 in Åsa-Nisse i popform. International bekannt wurde sie 1979 durch die Rolle des Haushaltsmädchen Alva in Madita. Zuletzt stand sie im Jahr 2007 in Darling vor der Kamera.
Im deutschsprachigen Raum wurde Nilheim unter anderem von Almut Eggert und Renate Küster synchronisiert.
Nilheim war außerdem ab 1970 Ensemblemitglied am Stockholmer Stadttheater, wo sie bis 2009 mehr als 60 Rollen verkörperte, u. a. in Stücken von Henning Mankell, Elfriede Jelinek, Bertolt Brecht, Arthur Miller und Maxim Gorki sowie in Goethes Faust und Shakespeares Hamlet.
Sie starb Ende Februar 2025 im Alter von 80 Jahren.

## Filmografie (Auswahl)
- 1964: Åsa-Nisse
- 1979: Du är inte klok, Madicken
- 1979: … Vater sein dagegen sehr (Jag är med barn)
- 1980: Madita (Madicken på Junibacken)
- 1980: Mannen som blev miljonär
- 1980: Spela Allan
- 1981: Tuppen
- 1981: Varning för Jönssonligan
- 1982: Junggesellen für eine Woche (Gräsänklingar)
- 1983: Der Casanova von Schweden (Raskenstam)
- 1983: Spanarna
- 1985: Lösa förbindelser
- 1986: Plötsligt skulle vi skiljas
- 1988: Guld!
- 1996: A stjäla en tjuv
- 1997: Selma und Johanna (Selma & Johanna – en roadmovie)
- 2003: Paradiset
- 2007: Darling